# Erotesis baltica
Erotesis baltica – owad, chruścik z rodziny Leptoceridae, polska nazwa - erotyka bałtycka. Larwy prowadzą wodny tryb życia, budują przenośne domki z fragmentów detrytusu (podobne schronienia budują także larwy z rodzaju Triaenodes i Ylodes). Dzięki długim odnóżom trzeciej pary, zaopatrzonym w długie włoski, larwy są zdolne pływać wraz z domkiem. Ułatwia to przemieszczanie się między roślinami wodnymi. Do aktywnego pływania wraz z domkiem zdolne są także larwy z rodzajów: Triaenodes, Ylodes, Leptocerus.
Limnebiont, tyrfofil związany z litoralem zanikającym i zbiorowiskami osoki, bardzo rzadki w Polsce, silnie zagrożony wyginięciem, występuje w całej Europie (wymierający także w innych częściach kontynentu). Larwy znajdowane są w jeziorach oligotroficznych, mezotroficznych, eutroficznych i torfowiskowych wśród elodeidów.
W Polsce występowanie tego gatunku stwierdzone na Pojezierzu Mazurskim w jeziorze Narckim, Redykajny (badania z końca XX w. wskazują, że Erotesis baltica w tym jeziorze już wyginął), Wigry, Ublik i Mikołajskim, głównie w osoce (litoral zanikający).
Występuje w jeziorach, stawach i zbiornikach okresowych Skandynawii wśród roślinności szuwarowej. W jeziorach Łotwy gatunek rzadki i o małym rozprzestrzenieniu. Na Litwie imagines łowione nad jeziorami eutroficznymi. Występowanie notowane także w jeziorach niemieckich, gdzie larwy liczniejsze były w częściach oligotroficznych niż eutroficznych. W Holandii stwierdzano obecność imagines nad zbiornikami z osoką, nad Balatonem imagines łowione były bardzo rzadko.
Jest to gatunek występujący we Włoszech i Alpach, centralnych subalpejskich górach, na Nizinie Węgierskiej, nizinach środkowoeuropejskich, w Brytanii, północnej Szwecji i na obszarze tajgi.